# Nichinichi kore kōnichi

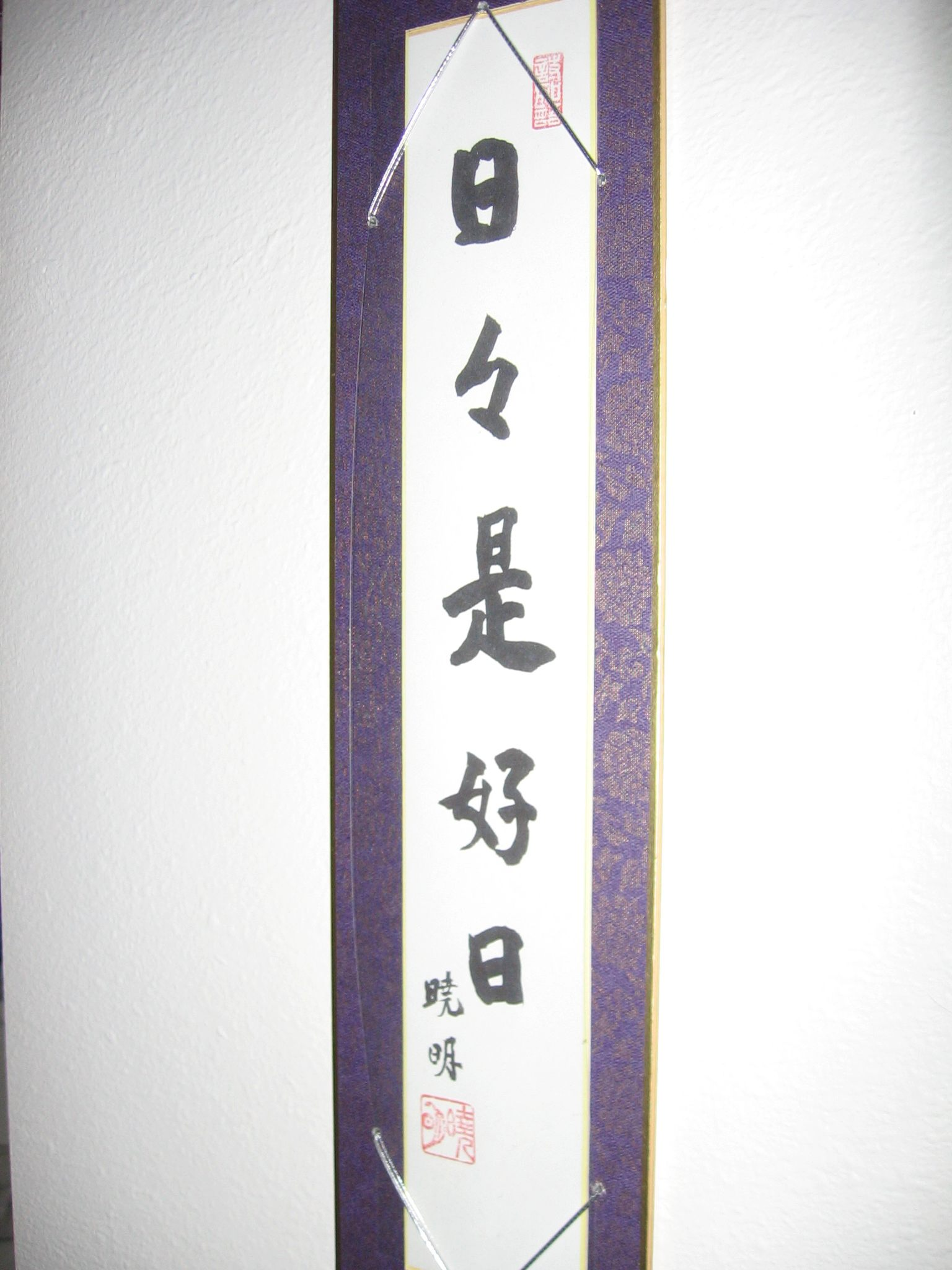
« Chaque journée est une bonne journée ».

日々是好日 (Nichinichi kore kōjitsu) est un koân du  chan et du zen. Il s'agirait de la réponse du maître chinois Yunmen Wenyan à la question qu’il aurait lui-même posée aux moines dans le recueil de kōan, Recueil de la falaise bleue,,,. Ce koan, souvent traduit « Chaque jour est un bon jour » a été commenté par plusieurs maître zen (notamment, au xxe siècle, par Kōdō Sawaki et son disciple Taisen Deshimaru).

## Lectures
Il existe plusieurs graphies possibles de cette phrase:  日々是好日 / 雲門日日是好日 / 雲門日々是好日 / 雲門好日 et 雲門十五日,,.
En tant qu'expression du bouddhisme zen, la phrase doit être lue Nichinichi kore kōnichi,. Il existe cependant d'autres exemples où elle est lue Nichinichi kore kōjitsu,. En tant qu'expression de la langue courante, la phrase est lue généralement Hibi kore kōjitsu; On trouve aussi des cas où elle est lue Hibi kore kōnichi[citation nécessaire] ou encore Hibi kore yohiki.[citation nécessaire]

## Traduction
Nichinichi kore kōnichi se traduit littéralement par « Chaque journée est une bonne journée », ou « essayer de vivre chaque jour d'une manière qui a du sens ».

## Aspects culturels
Cette calligraphie est souvent suspendue dans la salle de la cérémonie du thé[réf. nécessaire], et a été popularisée en France par le film Dans un jardin qu'on dirait éternel[réf. nécessaire]